# Junonia lemonias
Junonia lemonias es una especie de lepidóptero de la familia Nymphalidae que se encuentra en el sudeste de Asia.

## Descripción

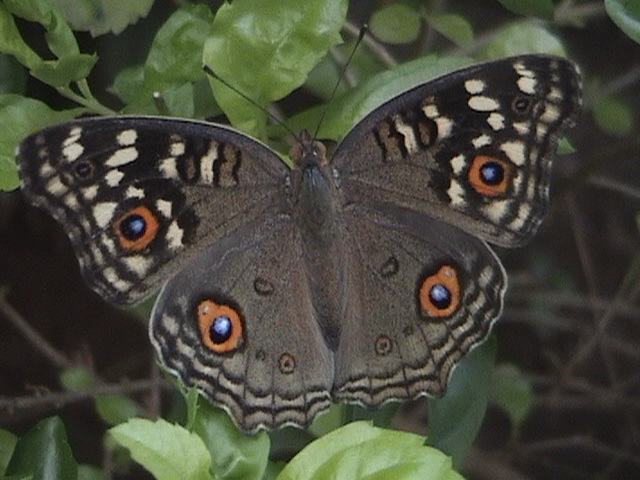
Parte superior, en la estación húmeda

Es de color marrón con numerosas manchas en forma de ojo, así como puntos negros y amarillo-limón y líneas en la cara dorsal de las alas. La parte inferior es de un desvaído color marrón, con una serie de líneas onduladas y manchas en diferentes tonos de marrón y negro. También hay una mancha ocular en la parte inferior de las alas anteriores. Las formas de la estación húmeda y seca difieren considerablemente en la coloración y forma. En la temporada de lluvias las marcas son distintivas y vivas y la forma del ala es un poco más redondeada. En la temporada seca las marcas son oscuras y pálidas, especialmente en la parte inferior y el margen del ala es más angular y dentado. Esto ayuda para que le sirva de camuflaje en la seca hojarasca. Es una mariposa muy activa y se la puede ver disfrutando con las alas abiertas hacia el sol. Se encuentra muy cerca del suelo y se pueden alcanzar con facilidad. Se alimenta con las alas medio abiertas. Vuela cerca del suelo con aleteos rápidos y con frecuencia vuelve a asentarse de nuevo en los mismos lugares.

## Ciclo de Vida

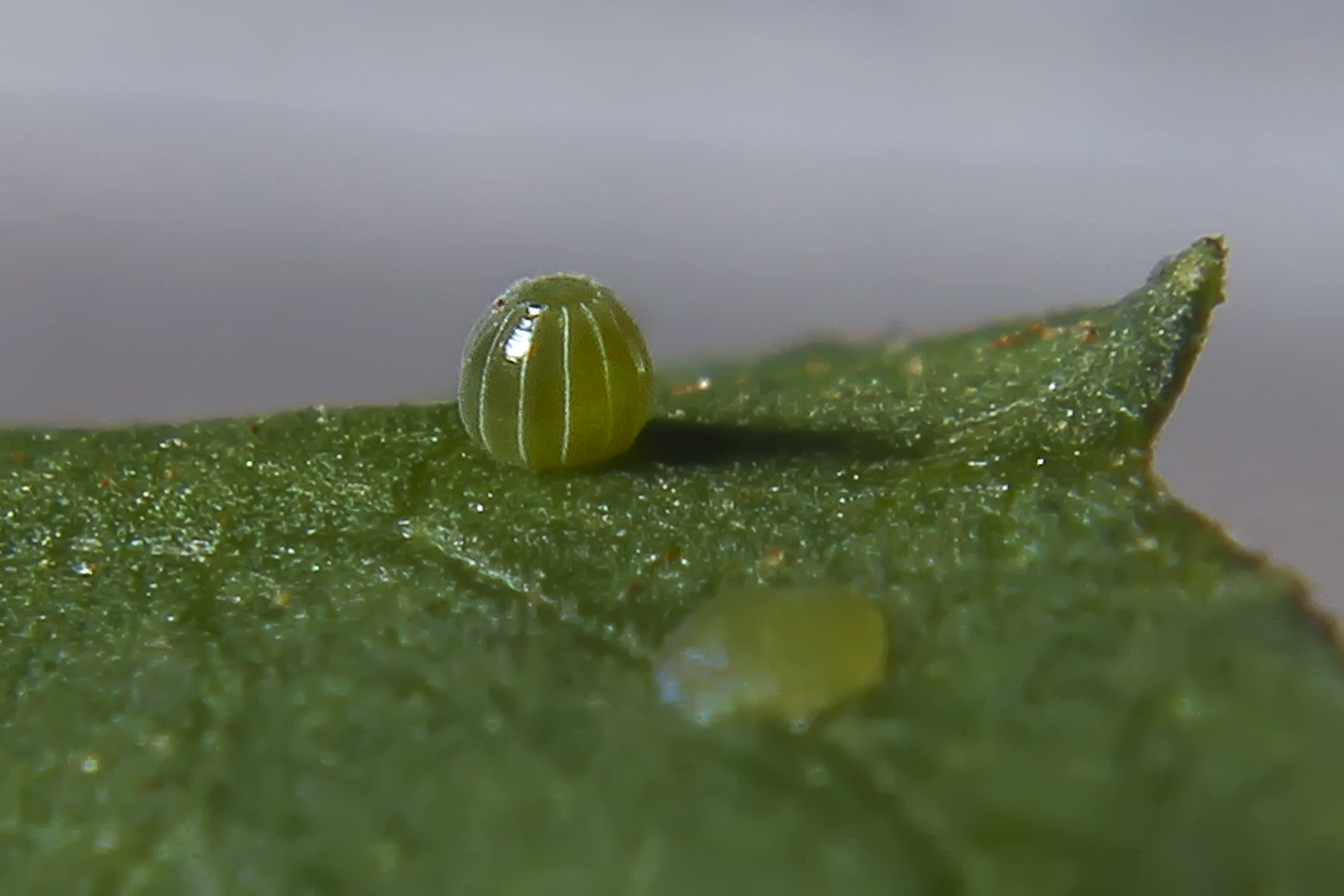
Huevo de Junonia lemonias

### Huevos
Los huevos son depositados individualmente en el envés de las hojas. El huevo es de color verde y con forma de barril con crestas longitudinales.

### Oruga
La oruga es cilíndrica, de espesor uniforme y cubierta de hileras de espinas que se bifurcan en la punta. Es de color negro mate con un brillo azul pálido y tiene una franja dorsal de un color más oscuro. Con un anillo distinto color naranja detrás de la cabeza. La oruga se queda en la parte inferior de la hoja y si se le molesta, se sube y cae al suelo.

### Pupa
La pupación tiene lugar en el follaje denso cerca de la tierra. La pupa es compacta, con pequeños procesos de forma cónica en su áspera superficie. La pupa está bien camuflada con distintos tonos de marrón con rayas finas y líneas.

### Plantas hospederas
Las orugas se alimentas de especies de las familias Acanthaceae, Amaranthaceae, Malvaceae, Rubiaceae, Tiliaceae y Verbenaceae. Incluye las especies: Alternanthera sessilis, Barleria cristata, Barleria prionitis, Blechum pyramidatum, Cannabis sativa, Corchorus capsularis, Dyschoriste repens, Eranthemum pulchellum, Hemigraphis schomburgkii, Hygrophila auriculata, Hygrophila costata, Hygrophila lancea, Lepidagathis formosensis, Lepidagathis incurva, Nelsonia canescens, Ophiorrhiza japonica, Phyla nodiflora, Ruellia tuberosa, Sida rhombifolia y Strobilanthes formosanus.